# Herpe, the Love Sore
Herpe, the Love Sore (titulado Herpes, la irritación del amor  en Hispanoamérica y Herpes, la calentura del amor en España) es el decimosexto episodio de la duodécima temporada y el número 226 en general de la serie de televisión animada de comedia Padre de familia. Fue estrenado por FOX en Estados Unidos el 6 de abril de 2014.

## Argumento
Peter recibe un paquete en su puerta dirigido a Quagmire. Lois intenta decirle que lo lleve al lado, pero él lo abre para encontrar un látigo dentro. Aunque perteneció legítimamente a Quagmire, él se burla de ello de varias maneras, como tratar de azotar un cigarrillo en la boca de Meg, azotarlo a "Whip It" de Devo y visitar la casa de Cleveland después de que este reciba un mensaje de voz de Joe , advirtiéndole sobre ello.
Al llegar a La Almeja Ebria, Peter, Quagmire y Joe descubren que un grupo de chicos de aspecto duro están sentados en su stand. Al tratar de reclamarlo con uno de los hombres duros derribando las cosas del correo de Quagmire que Peter tenía en su posesión, los tipos duros ordenan que se vayan, haciéndolos salir tímidamente. Esto obliga a Peter, Quagmire y Joe a sentarse en la barra haciendo que se sientan incómodos donde no pueden ver la televisión correctamente. Palabra de su presentación a los tipos duros de alguna manera se sale a todos los de Quahog. Un miembro de tripulación masculina se niega a seguir las órdenes de Quagmire y prefiere tomar las órdenes del copiloto. Bonnie no tendrá relaciones sexuales con Joe, lo que le obligará a llamar a su enfermera Elton para llevarlo al sofá a la manera de un oficial y un caballero cuando se pone la gorra de un oficial naval en una inversión de papeles. Chris usurpa la posición de Peter como el hombre de la casa y tiene toda la familia sentada en sillas Papasan.
Mientras tanto, después de ver la película The Outlaw Josey Wales, donde los personajes se convierten en hermanos de sangre (después de ver una escena donde Clint Eastwood intercambia la sangre con un jefe indio), Stewie presiona a un Brian vacilante acerca de convertirse en hermanos de sangre. A la mañana siguiente, Stewie descubre que tiene herpes. Al confrontar a Brian sobre esto, Brian revela que él ha tenido herpes todo el tiempo bajo su piel y lo sabía cuando él y Stewie se convirtieron en hermanos de sangre, pero es indiferente sobre la situación. Stewie intenta esconder su herpes en la escuela con una barba falsa, pero cuando su maestro quita la barba, el aula se asusta y se escapa de él, haciendo Stewie mopy y deprimido. Mientras Stewie está viendo el programa de televisión Bryan Cranston Sneezes, Chris llega a él y revela que él y Brian también se han convertido en hermanos de sangre y ha conseguido herpes de él y Brian también se lo ha ocultado. Chris y Stewie luego planean su venganza. El dúo arruina una fecha en que Brian está informando a su cita llamada Jenna de su herpes. Jenna se marcha mientras Brian les dice que su padre es rico mientras ven a Jenna en un cohete de oro.
Cuando Lois toma noticias de esto después de que Peter actúa mal cuando simplemente le pide a Meg que pase la leche pero ella le dice que se calle, ella exige que Peter y sus amigos se pongan de pie ante los brutos. Quagmire es al principio reacio a la etiqueta a lo largo, pero eventualmente se va cuando Peter y Joe llegan a rescatar su cabina. Después de una brutal pelea, los brutos nuevamente exigen que se vayan. Peter se niega a darse por vencido y entra en una diatriba sobre los acontecimientos de la vida que continuaron mientras estaba sentado en su cabina, como sus hijos fueron concebidos en el stand, cuando estaba en el stand cuando el transbordador espacial Challenger explotó, cuando estaba en el stand cuando 9/11 ocurrió, y fue en el stand cuando Barack Obama fue elegido Presidente de los Estados Unidos. Los brutos revelan que son soldados que sólo están visitando Quahog y serán desplegados a Afganistán, lo que les valdrá aplausos de los patrones de la almeja borracha donde Seamus usa la cabeza de Mort para saludarlos. Peter, Quagmire y Joe son derribados una vez más como el alcalde Adam West declara este día en honor de los tres soldados y no Peter, Quagmire y Joe. Después de que la multitud se va con los soldados, Peter se queja de tener que arraigar para Afganistán ahora.
Después de que Chris y Stewie hackearan la cuenta de Brian en Facebook, este exige que el dúo cesa. Después de dar permiso a Chris para conducir su Prius donde Chris va más allá del bloque, Stewie afirma que la habitación de Chris está vacía. Stewie también le dice a Brian que se siente traicionado por él cuando el perro no reveló el herpes antes de que se convirtieron en hermanos de sangre. Esto le pide a Brian que se disculpe por mentir, porque estaba consciente del herpes y Stewie le perdona. Aunque Stewie va a vivir con el herpes por el resto de su vida, Brian le dice que sólo sería malo durante los momentos estresantes. Un cutaway muestra a un Stewie futuro en una entrevista de trabajo, teniendo herpes crónico en su cara.

## Recepción

### Audiencia
El episodio fue visto por 4.77 millones de televidentes en su estreno original. Fue el espectáculo más visto de la dominación de la animación de la noche, venciendo a Bob's Burgers, American Dad! y Los Simpson.

### Recepción crítica
Eric Thurm de The A.V. Club le dio al episodio una calificación de C-, diciendo "A lo largo de estas opiniones, a menudo he notado (probablemente en exceso) que desde hace un tiempo, la mejor parte de Padre de familia ha sido la relación entre Stewie y Brian. Esto probablemente no es una opinión muy controversial, tanto como un montón de cosas acerca de la feria han tratado de revolver la olla en las últimas semanas y años. Esta noche, Padre de familia se apoya con fuerza en la relación Brian-Stewie e innecesariamente fuentes tontas, "impactantes" de la comedia como Brian da herpes a Stewie, algo que logra ser un tramo totalmente run-of-the-mill, aburrido de la serie.
- Datos: Q16527736